# The St. Regis Toronto
The St. Regis Toronto, tidigare Trump International Hotel and Tower, är en skyskrapa med bostäder och hotell som är belägen på 325 Bay Street i Toronto, Ontario i Kanada. Byggnaden är den näst högsta i Kanada.
Delar av byggnaden stod färdiga 2011 och hotellet öppnades den 31 januari 2012. Byggnaden var helt färdig i april 2012. Vid öppningsdatumet och fram tills 2018 kallades den Trump International Hotel and Tower, döpt efter  Donald Trump, vars konglomerat Trump Organization är minoritetsägare i byggnaden. Under Trumps presidentkampanj 2016 var byggnaden inblandad i en protest mot Trump då kommunpolitikern Josh Matlow i Toronto i december 2015 startade en namninsamling för att få majoritetsägarna Talon International Development Inc. att byta namn på byggnaden.
I juni 2017 köptes förvaltningskontraktet ut av J.C. Flowers & Co, och den delen av byggnaden som var hotell köptes av InnVest Hotels LP, ett dotterbolag till Bluesky Hotels and Resorts. Ledningen överfördes till Marriott International, som använde namnet The Adelaide Hotel Toronto under renovering. Efter att renoveringarna färdigställdes blev hotellet en del av St. Regis Hotels & Resorts den 28 november 2018 och antog sitt nuvarande namn.